# Halsören
Halsören este o arie protejată (arie specială de conservare — SAC, sit de importanță comunitară — SCI) din Suedia întinsă pe o suprafață de 36,6 ha, integral pe uscat.

## Localizare
Centrul sitului Halsören este situat la coordonatele 65°22′03″N 21°43′10″E / 65.3674°N 21.7195°E.

## Înființare
Situl Halsören a fost declarat sit de importanță comunitară în iulie 2000 pentru a proteja 1 specie de plante. Situl a fost protejat și ca arie specială de conservare în martie 2011.

## Biodiversitate
Situată în ecoregiunile boreală și marină baltică, aria protejată conține 4 habitate naturale: Pășuni de coastă din Baltica boreală, Taiga vestică, Păduri naturale în etape succesive primare ale suprafețelor emergente de coastă, Vegetație perenă pe țărmurile stâncoase.
La baza desemnării sitului se află o specie protejată de  plante: Artemisia campestris subsp. bottnica.